# بند (ارومیه)
بند، روستایی است از توابع بخش مرکزی شهرستان ارومیه استان آذربایجان غربی ایران می‌باشد.

## جمعیت
این روستا در دهستان باراندوز قرار داشته و بر اساس سرشماری سال ۱۳۸۵ جمعیّت آن ۳۸۸۸ نفر (۸۷۲ خانوار)
بوده‌است.
روستای بند در کنار رودخانه شهر چای به صورت خطی استقرار و امتداد یافته‌است. در مراسم عروسی روستای بند نوازندگان محلی با اجرای موسیقی و آواز فضای جذاب و شاد فراهم می‌کنند.